# اخته‌خانه، جلیل‌آباد
اخته‌خانه (به لاتین: Axtaxana) یک منطقهٔ مسکونی در جمهوری آذربایجان است که در شهرستان جلیل‌آباد واقع شده‌است. اخته‌خانه ۲۱۵ نفر جمعیت دارد.